# 林德斯特倫 (明尼蘇達州)
林德斯特倫（英語：Lindström）是一個位於美國明尼蘇達州奇薩戈縣的城市。

## 人口
根據2020年美國人口普查的數據，林德斯特倫的面積為10.04平方千米，當中陸地面積為9.86平方千米，而水域面積為0.17平方千米。當地共有人口4888人，而人口密度為每平方千米487人。